# بمب‌گذاری ۱۳۸۷ شیراز

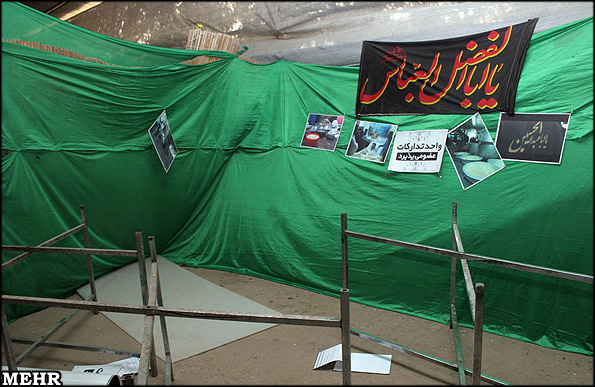
حسینیه شهدا وابسته به کانون رهپویان وصال سپاه پاسداران انقلاب اسلامی در شهر شیراز

انفجار در حسینیه کانون رهپویان وصال سپاه پاسداران در  شیراز در روز شنبه ۲۴ فروردین ۱۳۸۷ در حسینیه شهدا وابسته به سپاه پاسداران انقلاب اسلامی (کانون رهپویان وصال) در شهر شیراز مرکز استان فارس رخ داد و ۱۴ عضو (کانون رهپویان وصال) سپاه پاسداران در آن کشته شدند.

## روند وقایع

### حادثه و علت اعلام شده آن
در روز شنبه ۲۴ فروردین ۱۳۸۷ و در ساعت ۲۱ و ۱۵ دقیقه انفجاری در حسینیه شهدا وابسته به کانون رهپویان وصال در شهر شیراز مرکز استان فارس رخ داد و چهارده نفر در آن کشته شدند. احتمال بمب‌گذاری در اظهار نظرهای اولیه منتفی اعلام شد و در ساعات بعدی نیز فرمانده انتظامی استان فارس اعلام کرد این انفجار خرابکاری نبوده و احتمالاً علت این حادثه به دلیل سهل‌انگاری بوده‌است، زیرا چندی پیش در همین محل یک نمایشگاه در وصف جنگ ایران و عراق برپا شده بود و احتمال می‌رفت مهمات باقی‌مانده در محل عامل این انفجار بوده باشد.
در ۲۸ فروردین ۱۳۸۷ شورای امنیت کشور با صدور اطلاعیه‌ای اعلام داشت که مطالعات و بررسی‌های انجام شده نشان می‌دهد که عامل انفجار در حسینیه سیدالشهدا در شهر شیراز وجود برخی از مهمات جنگی در این محل بوده‌است و انفجار هرگونه بمب یا انتقال مواد انفجاری از بیرون توسط «عوامل و عناصر معاند اعم از داخلی و خارجی» در این حادثه منتفی است.

### تغییر نظر در مورد علت انفجار
در ۱۸ اردیبهشت پور محمدی وزیر کشور در دیدار با خانواده قربانیان رویداد گفت: «برای عرض تسلیت آمده بودم اما در اواسط راه، یکی از برادران با من تماس گرفت و گفت که بمبگذاران حادثه اخیر را دستگیر کردیم. این تروریست‌ها که در یکی از استان‌های دیگر؛ در حال عملیات برای انجام بمب‌گذاری بوده‌اند دستگیر شده و به بمب‌گذاری در حسینیه شیراز اعتراف کرده‌اند.» ساعتی بعد از انتشار خبر متنی از سوی وزارت اطلاعات در اختیار خبرگزاری‌ها قرار داده شد که در آن آمده بود: «وزارت اطلاعات و نیروی انتظامی از لحظه اول کار تحقیقات در این خصوص را به جد شروع کردند اما در صحنه حادثه تیم فنی آنچه را به دست آورد بیانگر آن بود که این مسایل حاکی از اقدامی عمدی نبوده ولی تحقیقات ادامه یافت. پس از مدتی عوامل بمب‌گذاری توسط نیروهای وزارت اطلاعات جمهوری اسلامی ایران شناسایی و تحت تعقیب قرار گرفتند و عامل اصلی که قصد بمب‌گذاری در دیگر نقاط کشور را داشت و تلاش می‌کرد از کشور خارج شود دستگیر شد.» به گفته وزیر اطلاعات عوامل این رویداد در تدارک بمب‌گذاری در استانی دیگر بوده‌اند.
وزیر اطلاعات ارتباط داشتن بمب‌گذاری با گروه‌های اسلامی (خصوصاً با توجه به تهدیدات القاعده) را رد کرد و آن را به گروه‌های سلطنت طلب و با حمایت «کشورهای داعیه دار حقوق بشر و دفاع از حقوق ملتها و ضدتروریسم» نسبت داد.
مقامات دولتی گفتند که به دلایل امنیتی دروغ گفته بودند. به گفته رسانه‌ها بمب ۸ پوندی منفجر شده ساخت انگلیس و کنترل از راه دور و برای کشتن هزار نفر کافی بوده‌است اما کار گذاشتن بمب در کنار ستون و نحوه ریزش ساختمان تلفات را محدود کرده‌است.
مقامات دولتی پس از انکار اولیه، پس از چندی بمب‌گذاری را تأیید و اعلام کردند که ۱۲ مظنون را پیش از منفجر کردن کنسولگری روسیه در رشت و چند مکان مذهبی دیگر در قم دستگیر کرده‌اند. عبدالله شهبازی با بیگناه خواندن افراد بازداشت شده و با یادآوری اطلاعات پیرامون عملکرد سعید امامی (معاون امنیتی وزارت اطلاعات در دولت اول هاشمی رفسنجانی) مدعی شد که در این مورد نیز همچون بمب‌گذاری در آرامگاه علی بن موسی، وزارت اطلاعات در حال پرونده‌سازی برای افراد بیگناه و منحرف کردن پرونده از مسیر واقعی خود است. وی همچنین تصاویری از دو تن از دستگیرشدگان (فرامرز شیخ‌الاسلامی و محمد شاه‌قطبی) که از سوی وزارت اطلاعات «سلطنت طلب» نامیده شده بودند، را در وبگاه خود منتشر ساخت.

### ابهامات
وزرای اطلاعات و مقامات کشور علت انکار شدید بمب‌گذاری در روزهای اول را تلاش برای دستگیری عوامل ذکر کردند و گفتند که در ابتدا خود نیز اعتقاد به بمب‌گذاری نداشته‌اند. این اظهار نظر با اخباری که در رسانه‌های داخلی منتشر می‌شد در تناقض است. برخی از رسانه‌های خبری داخلی ۲ روز پس از انفجار (۲۹ فرودین) اعلام کرده بودند که عوامل حادثه دستگیر شده‌اند اما خبر آن اعلام نشده‌است.
سید علی محمد دستغیب خواستار عذرخواهی مقامات استان شد و گزارش‌هایی از تحت فشار قرار گرفتن آتش‌نشانی برای انکار بمب‌گذاری در روزهای اول و احضار انجوی نژاد به استانداری توسط مقامات دولتی منتشر گردید.
هاشمی رفسنجانی نیز گفت: «گرچه مسئولان امنیتی در روزهای اول منکر بودند که این تخریب است، شاید به خاطر مصالحی که خود تشخیص داده بودند، و ظلم کردند به مردمی که آنجا مجروح شدند، ۲۰۰ نفر آسیب دیدند و کسانی که واقعاً شهید شده بودند آن‌ها را شهید نشناختند، ولی خب وزیر اطلاعات دیروز مسئله را حل کرد و گفت تخریب است و یک عقده از دل مردم شیراز که می‌دیدند نظریه اول درست نیست، باز کرد.»
از سویی روزنامه ایران (ارگان خبرگزاری رسمی جمهوری اسلامی) نوشت به گفته یک مقام امنیتی دستگیری عوامل بمب‌گذار اتفاقی و در پی وقوع انفجاری در یکی از هتل‌های تهران روی داده‌است؛ بنابراین ادعا عوامل بمب‌گذار هشت کیلوگرم مواد منفجره را از شیراز به تهران منتقل کرده و قصد بمب‌گذاری در مصلی تهران هم‌زمان با برگزاری نمایشگاه کتاب را داشته‌اند که در حین فراوری و آماده‌سازی، مواد منفجره مشتعل و یکی از آنان کشته شدند. گفته‌های این مقام امنیتی با روایت وزیر اطلاعات در تناقض است. (روزنامه ایران شماره ۳۹۲۶، ۲۲ اردیبهشت ۱۳۸۷)
در حالی که طبق اظهارات حکومت ایران، متهمان اعدام شده عضو انجمن پادشاهی ایران بوده‌اند، این انجمن مدعی عدم دخالت خود در این انفجار شد.

### دستگیری، محاکمه و اعدام متهمان
در ۲۴ اردیبهشت ۱۳۸۷ سخنگوی قوه قضائیه ایران از بازداشت دوازده عامل انفجار خبر داد و گفت که این افراد، اسلحه، مهمات، تجهیزات ساخت بمب و سیانور داشتند.
در ۲ آذر ۱۳۸۷، جلسه‌ای علنی به ریاست قاضی صلواتی برای سه متهم اصلی پرونده برگزار شد (در اخبار از آن‌ها با نامهای مخفف و مستعار نام برده شده بود). در کیفرخواست به انجمن پادشاهی ایران نیز اشاره شده بود.
در ۲۱ فروردین ۱۳۸۸، این سه تن، به نامهای محسن اسلامیان (دانشجو)، علی‌اصغر پشتر (دانشجو)، و روزبه یحیی‌زاده (کارگر تراشکار) در زندان عادل آباد شیراز اعدام شدند. خانوادهٔ روزبه یحیی‌زاده درخواست کرده بودند عبدالفتاح سلطانی وکالت او را در دادگاه تجدیدنظر به‌عهده بگیرد، ولی «شعبهٔ اول دیوان عالی کشور اجازهٔ تنظیم وکالت‌نامه و ملاقات با متهم» را به سلطانی نداد در سال ۱۳۸۹ شبکه پرس تی وی در مصاحبه با یک زندانی به نام علی موسوی مطلق مدعی شد که وی یکی از عوامل بمب‌گذاری بوده است و خبر از اعدام وی داد. اما بعدها مشخص شد که این اعترافات ساختگی بوده و این زندانی آزاد شده‌است. زندانی نامبرده یکی از نویسندگان ضد صهیونیست بوده و بعد از آن اطلاعی از سرنوشت وی در دسترس نیست.

### اعلام نظر انجمن پادشاهی ایران
رزیتا منطقی سخنگوی انجمن در گفتگو با صدای آمریکا ضمن رد دخالت این انجمن در انفجار گفت این انجمن هرگز مشی مسلحانه نداشته‌است و وی هیچ‌یک از اعضای محاکمه شده را نمی‌شناسد و آنان عضو انجمن پادشاهی ایران نیستند.

## اعدام و بسته شدن سفارت آلمان
در پی کشته شدن ۱۴ عضو سپاه پاسداران در این حادثه تاکنون  ۵ نفر اعدام شده اند از جمله محسن اسلامیان دانشجوی ، ۲۱ ساله دانشگاه شیراز ، علی اصغر پشتر ، دانشجوی ۲۰ ساله دانشگاه شیراز و روزبه یحیی زاده هنرمند ، ۳۲ ساله در ۲۱ فروردین ۱۳۸۸ در زندان عادل آباد شیراز به دستور علی خامنه ای اعدام شدند  ؛ همچنین سپاه پاسداران با دزدیدن جمشید جمشید شارمهد  در سال ۱۳۹۹ از طریق عمان وی را پس از ۴ سال زندان و شکنجه با اتهام بمب گذاری در حسینیه سپاه پاسداران اعدام کرد ؛ در پی این اتفاق سفیر آلمان ایران را ترک و سفارت آلمان در تهران بسته شد‌. :

## گوناگون
- این انفجار در آستانه سفر سید علی خامنه‌ای رهبر جمهوری اسلامی ایران به شهر شیراز رخ داد.[۳۱]
- در پی این رویداد بیمارستان‌های شیراز دچار کمبود خون گشته و اعلام نیاز کردند.[۳۲]
- این خبر در ساعات نخست با عنوان انفجار بمب در وبگاه‌ها و خبرگزاری‌ها به صورت خبر فوری پخش شد.[۳۳][۳۴]
- اتحادیه اروپا وقوع این حادثه را به ملت و دولت ایران تسلیت گفت.[۳۵]